# Lobolaltic
Lobolaltic är en ort i Mexiko.   Den ligger i kommunen Chalchihuitán och delstaten Chiapas, i den sydöstra delen av landet, 700 km öster om huvudstaden Mexico City. Lobolaltic ligger 1 094 meter över havet och antalet invånare är 314.
Terrängen runt Lobolaltic är kuperad åt nordost, men åt sydväst är den bergig. Runt Lobolaltic är det ganska tätbefolkat, med 134 invånare per kvadratkilometer. Närmaste större samhälle är Simojovel de Allende, 18,8 km nordväst om Lobolaltic. Omgivningarna runt Lobolaltic är en mosaik av jordbruksmark och naturlig växtlighet.